# Aplidium altarium
Aplidium altarium är en sjöpungsart som först beskrevs av Sluiter 1909.  Aplidium altarium ingår i släktet Aplidium och familjen klumpsjöpungar. Inga underarter finns listade i Catalogue of Life.